# Norwood (Massachusetts)
Norwood és una població dels Estats Units a l'estat de Massachusetts. Segons el cens del 2007 tenia 28.172 habitants.

## Demografia
Segons el cens del 2000, Norwood tenia 28.587 habitants, 11.623 habitatges, i 7.380 famílies. La densitat de població era de 1.053,2 habitants/km².
Dels 11.623 habitatges en un 27,2% hi vivien nens de menys de 18 anys, en un 50,9% hi vivien parelles casades, en un 9,9% dones solteres, i en un 36,5% no eren unitats familiars. En el 29,4% dels habitatges hi vivien persones soles el 12% de les quals corresponia a persones de 65 anys o més que vivien soles. El nombre mitjà de persones vivint en cada habitatge era de 2,41 i el nombre mitjà de persones que vivien en cada família era de 3,05.
Per edats la població es repartia de la següent manera: un 20,8% tenia menys de 18 anys, un 6,4% entre 18 i 24, un 33,2% entre 25 i 44, un 22,1% de 45 a 60 i un 17,6% 65 anys o més.
L'edat mediana era de 39 anys. Per cada 100 dones de 18 o més anys hi havia 86,5 homes.
La renda mediana per habitatge era de 58.421 $ i la renda mediana per família de 70.164$. Els homes tenien una renda mediana de 50.597 $ mentre que les dones 34.312$. La renda per capita de la població era de 27.720$. Entorn del 2,7% de les famílies i el 4,4% de la població estaven per davall del llindar de pobresa.